# 博爾哈·馬約拉爾
博爾哈·馬約萊爾·莫亚（西班牙語：Borja Mayoral Moya，1997年4月5日—），是一名西班牙的職業足球運動員，司職前鋒，現效力西甲球會赫塔費。

## 俱樂部生涯
2022年8月1日，馬約萊爾永久加盟西甲球會赫塔費，簽訂了為期五年的合約。在2023-24賽季，他成為俱樂部的最佳射手，同時他也以15球創下了西甲個人最佳成績。

## 生涯統計
最後更新：2016年4月30日
| 球會               | 球季     | 聯賽 | 聯賽 | 盃賽 | 盃賽 | 歐洲賽 | 歐洲賽 | 合計 | 合計 |
| 球會               | 球季     | 出場 | 入球 | 出場 | 入球 | 出場   | 入球   | 出場 | 入球 |
| ------------------ | -------- | ---- | ---- | ---- | ---- | ------ | ------ | ---- | ---- |
| 皇家馬德里卡斯迪拿 | 2014–15  | 5    | 2    | —    | —    | —      | —      | 5    | 2    |
| 皇家馬德里卡斯迪拿 | 2015–16  | 25   | 13   | —    | —    | —      | —      | 25   | 13   |
| 皇家馬德里卡斯迪拿 | 合計     | 30   | 15   | —    | —    | —      | —      | 30   | 15   |
| 皇家馬德里         | 2015–16  | 6    | 1    | 0    | 0    | 0      | 0      | 6    | 1    |
| 生涯合計           | 生涯合計 | 36   | 16   | 0    | 0    | 0      | 0      | 36   | 16   |

## 榮譽
皇家馬德里
- 歐洲聯賽冠軍盃冠軍：2018年
- 欧洲超级杯冠军：2017年
- 世界俱乐部杯冠军：2017年
- 西班牙超级杯冠军：2017年

羅馬
- 歐協聯冠军：2021–22[5]

### 國際
- 歐洲U-19足球錦標賽：2015

### 個人
- 歐洲U-19足球錦標賽神射手：2015
- 西班牙足球乙二級聯賽神射手：2015–16
- 欧足联欧洲联赛神射手：2020–21
- 扎拉獎盃：2023-24[6]

## 外部連結
- Real Madrid official profile
- 博爾哈·馬約拉爾在BDFutbol中的档案
- Soccerway資料庫：博爾哈·馬約拉爾